# Seal Creek (Nowa Szkocja)
Seal Creek – strumień (creek) w kanadyjskiej prowincji Nowa Szkocja, w hrabstwie Pictou, płynący w kierunku północnym i uchodzący do zatoki Amet Sound; nazwa urzędowo zatwierdzona 6 maja 1947.